# Седой рассвет
Седой рассвет (англ. Grey Dawn) — эпизод 710 (№ 106) сериала «Южный Парк», его премьера состоялась 5 ноября 2003 года.

## Сюжет
После многочисленных несчастных случаев у пожилых горожан города отбирают водительские права. Организация пенсионеров протестует и в итоге захватывает власть в городе. Мятеж возглавляет дедушка Стэна, всё ещё живой. Однако детям удаётся перехитрить стариков, воспользовавшись поголовной слабостью пенсионеров к ресторану «Деревенская кухня». Ослабевшие пенсионеры не в силах сопротивляться властям, и восстанавливается прежний порядок.

## Пародии
- Название и некоторые сцены эпизода пародируют боевик 1984 года «Красный рассвет».
- В самом начале, во время похорон, Картман говорит «Mostly hippies go to farmer’s markets. Mostly» (рус. Обычно хиппи ходят на фермерские рынки. Обычно). Эта фраза является переиначенной версией «Они обычно приходят ночью. Обычно» из фильма «Чужие»; в эпизоде «Кошачья оргия» Картман смотрит этот фильм и неоднократно повторяет похожие фразы.
- Во время сцены в пруду, когда машина пенсионеров «давит» на воде лодочника, звучит музыка из фильма «Челюсти».
- Одна из участниц стариковского бунта, стоя на сторожевой башне, произносит фразу «У нас гости». В следующий момент появляются американские военные. Этот момент похож на сцену из фильма «Воздушная тюрьма».
- В сцене аннулирования водительских прав всех стариков Саут-Парка в одном из кадров можно видеть таблицу для проверки остроты зрения; буквы четвёртой строчки этой таблицы складываются в слово NUMBAONE (англ. искаж. Номер один).
- Во время собрания стариков дедушка Стэна произносит фразу «I don’t know about you, but I am mad as hell» («Не знаю, как вы, но я чертовски зол»), а один из участников говорит «We’re not gonna take it anymore» («Мы не потерпим этого больше»). Это является отсылкой к фильму Телесеть (The Network), где главный герой говорит такие же слова, или же к песне группы «Twisted Sister» — «We’re Not Gonna Take It».
- Когда Рэнди открывает чулан и оттуда свисает труп — это пародия на фильм «Хэллоуин».